# Геді
Геді, Ґеді (італ. Ghedi) — муніципалітет в Італії, у регіоні Ломбардія, провінція Брешія.
Геді розташоване на відстані близько 430 км на північний захід від Рима, 90 км на схід від Мілана, 14 км на південь від Брешії.
Населення — 18 985 осіб (2014).
Щорічний фестиваль відбувається 16 серпня. Покровитель — святий Рох.

## Демографія
Населення за роками:

Станом на 1 січня 2023 року в муніципалітеті офіційно проживало 2257 іноземців з 60 країн, серед них 435 громадян країн Євросоюзу та 62 громадяни України.

## Сусідні муніципалітети
- Баньйоло-Мелла
- Боргозатолло
- Кальвізано
- Кастенедоло
- Готтоленго
- Ізорелла
- Лено
- Монтік'ярі
- Монтіроне